# سخالين
جزيرة سخالين جزيرة طويلة، تقع قبالة الساحل الشرقي لسيبريا. يبلغ طولها حوالي 970 كم، بينما يتراوح عرضها ما بين 26 و160كم، وتبلغ مساحتها 76,300كم² ويبلغ عدد سكانها حوالي 709,000 نسمة. تغطي غابات الصنوبر والأشجار الراتنجية، أغلب أجزاء الجزيرة. طقسها متقلب، وأراضيها لا تصلح للزراعة، وأغلب سكانها يعيشون على صيد الأسماك وهو أهم غذاء عندهم. توجد حيوانات كثيرة بهذه الجزيرة، ولذلك يمتهن بعض المواطنين تجارة الفراء. كما توجد مناجم للفحم الحجري، وقطع الأخشاب بالإضافة إلى صناعة استخراج اللب من الأخشاب.
كان البحارة الهولنديون أول الأوروبيين الذين وصلوا إلى جزيرة سخالين. ظل الروس واليابانيون يتنازعون على هذه الجزيرة لسنوات طويلة. اعترفت اليابان عام 1875م بملكية الروس لها كما اقترح في الأحكام المؤقتة بشأن جزيرة سخالين، لكن النزاع حولها استمر حتى عام 1905م عندما اقتسمت كل من روسيا واليابان الجزيرة، حيث أخذ الروس الجزء الشمالي، بينما استولى اليابانيون على الجزء الجنوبي. كانت هناك جماعة الآينو، وهم المواطنون الذين يعتقد أنهم من سكان اليابان الأوائل يعيشون على جزيرة سخالين في منتصف القرن العشرين، ثم دعى اكتشاف النفط في الجزيرة الاتحاد السوفييتي إلى احتلالها عام 1931م، كما أدت خسارة اليابان في الحرب العالمية الثانية إلى سيطرة الاتحاد السوفييتي الكاملة عليها. وبعد تفكك الاتحاد السوفييتي عام 1991 م سيطرت روسيا على الجزيرة.

## أعلام
- لاري مكدونالد
- سيرجى رولدجين
- كيتشي سوزوكي
- كاتسواكي ساتو
- ألكسندر جودنوف